# رادومير رادولوفيتش
رادومير رادولوفيتش هو لاعب كرة قدم صربي في مركز الوسط، ولد في 14 أغسطس 1960 في Jaša Tomić, Sečanj ‏ في صربيا. شارك مع منتخب يوغوسلافيا تحت 20 سنة لكرة القدم. أما مع النوادي، فقد لعب مع نادي إستر ونادي بارتيزان.